# Galerius

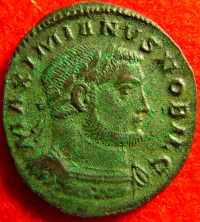
Galerius

Gaius Galerius Valerius Maximianus, född cirka 250 i Serdica i Trakien, död 5 maj 311, var romersk kejsare från 305 till 311. Han är känd för sina förföljelser av kristna.
Galerius var en illyrisk officer, som år 293 utnämndes av Diocletianus till cæsar med verksamhetsområde i Orienten. Han började med att försvara Donau, men 296 flyttade han till persiska gränsen, där han efter två års stridande besegrade storkonungen Narses. Som ivrig anhängare av den romerska religionen lär han ha eggat Diocletanus till förföljelserna mot de kristna och tillämpade strängare än övriga kejsare i sin riksdel de mot kristendomen riktade edikten.
Vid Diocletianus och Maximianus abdikering blev han augustus, men när hans kollega Constantius Chlorus dog lät dennes son Konstantin utropa sig till efterträdare. Galerius erkände Konstantin som caesar, men när även Maximianus son Maxentius gjorde sig till kejsare utbröt inbördeskrig, som pågick tills den pensionerade Diocletianus förde in Licinius som augustus i väster.  Även efter att ha utnämnts till Augustus 305 fortsatte han förföljelserna mot de kristna till kort före sin död. Han utfärdade ett toleransedikt år 310.
Galerius var i sitt styre fullföljare av Diocletianus politiska system, och försökte med kraft upprätthålla dennes skapelse.